# Romuald Kamil Witkowski
Romuald Kamil Witkowski (ur. 1876 w Skierniewicach, zm. 1950 w Milanówku) – polski malarz okresu dwudziestolecia międzywojennego, absolwent krakowskiej ASP, po studiach działający głównie w Warszawie.

## Życiorys

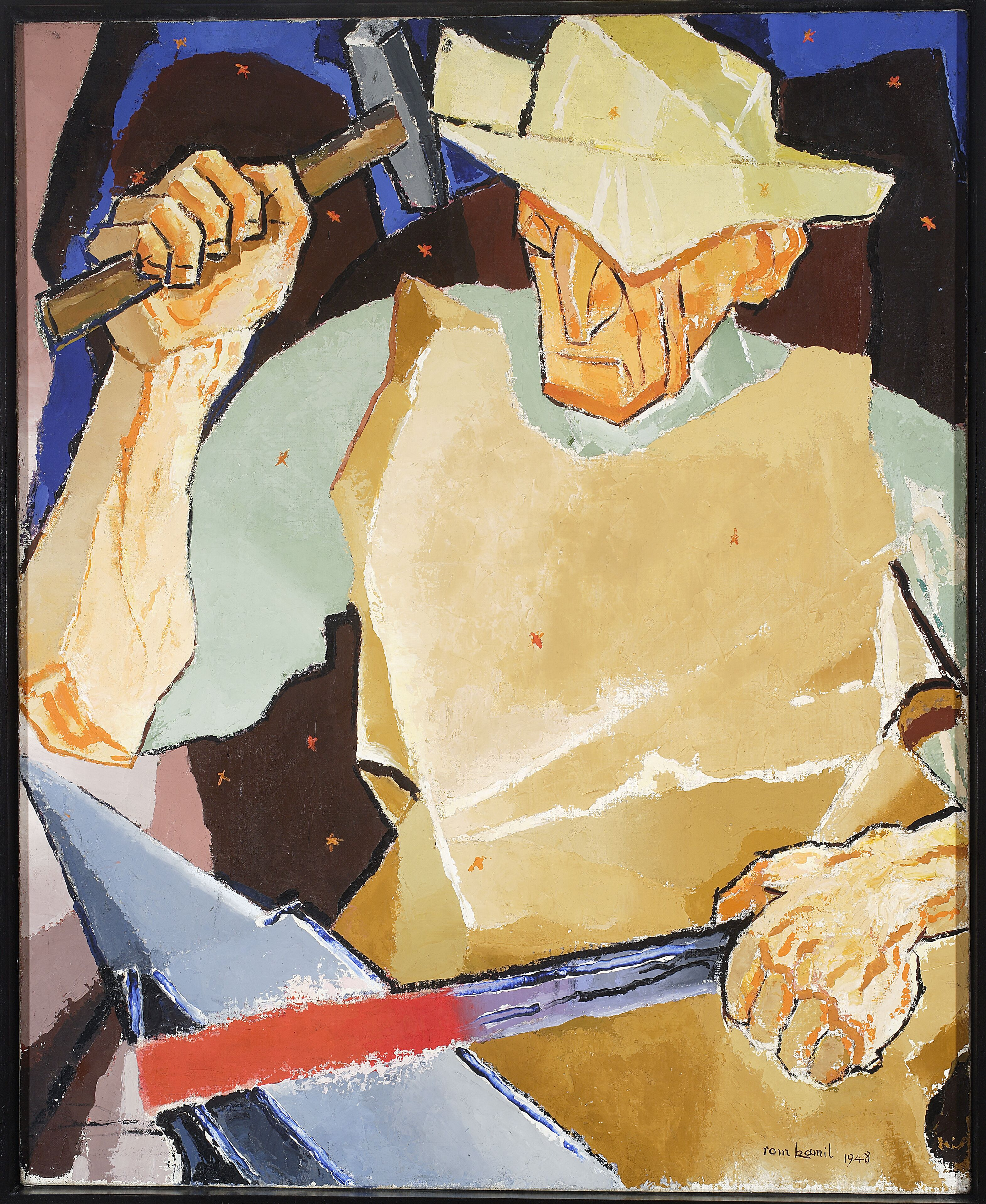
Obraz Witkowskiego z 1948 roku, zatytułowany Żelazo

Urodził się w rodzinie Adama Witkowskiego, urzędnika Kolei Warszawsko-Wiedeńskiej i Cezaryny z Dalewskich. Studia artystyczne rozpoczął w 1899 r. w warszawskiej Szkole Rysunkowej i kontynuował w latach 1901–1904 w Akademii Sztuk Pięknych w Krakowie pod kierunkiem Floriana Cynka, Józefa Unierzyskiego i Jana Stanisławskiego. Od 1905 r. wystawiał swoje prace w galerii Towarzystwa Zachęty Sztuk Pięknych. Był członkiem Polskiego Klubu Artystycznego (od 1917 r.), prezesem Klubu Futurystów (od 1919 r.), jak również współzałożycielem warszawskiej grupy Formistów (1920 r.). Od 1924 r. członek Stowarzyszenia Artystów Polskich „Rytm”, a następnie związany z grupami awangardowymi takimi jak Praesens i Plastycy Nowocześni.
Swoje prace prezentował w kraju na licznych wystawach organizowanych przez stowarzyszenia, do których należał, jak również na wystawach organizowanych przez powstały w 1931 r. Instytut Propagandy Sztuki oraz w ramach prezentacji polskiej sztuki za granicą. Jego twórczość została doceniona i nagrodzona brązowym medalem na Powszechnej Wystawie Krajowej w Poznaniu (1929 r.), oraz złotym medalem na Światowej Wystawie „Sztuka i Technika” w Paryżu (1937 r.).

## Ordery i odznaczenia
- Złoty Krzyż Zasługi (11 listopada 1934)[1]